# ستيف بينيت
ستيف بينيت (بالإنجليزية: Steve Bennett)‏ هو حكم كرة قدم بريطاني، ولد في 17 يناير 1961 في فارنبوروغ في المملكة المتحدة.

## وصلات خارجية
- ستيف بينيت على موقع Soccerway.com (الإنجليزية)